# Țicleni
Țicleni ist eine Kleinstadt im Kreis Gorj in Rumänien.

## Geographische Lage
Țicleni liegt an der Kreisstraße (drum județean) DJ675 im Vorland der Südkarpaten am Rand der Talsenke Depresiunea Târgu Jiu in einem linken Seitental des hier kanalisierten Flusses Jiu (deutsch Schil). Die Kreishauptstadt Târgu Jiu befindet sich etwa 20 km nordwestlich.

## Geschichte
Auf dem Gebiet der heutigen Stadt wurden Knochen eines Mammuts, verschiedene archäologische Fundstücke aus den Jahrhunderten vor der Zeitenwende und Reste einer geto-dakischen Festung entdeckt.
Der älteste schriftliche Nachweis über die Existenz des Ortes stammt aus dem Jahr 1612, als in einer in Târgoviște ausgestellten Urkunde die Grenzen des heute eingemeindeten Ortes Tunși beschrieben wurden.
Der lange Zeit ländlich geprägte Ort änderte seinen Charakter grundlegend im 20. Jahrhundert, als Erdöl- und Erdgasvorkommen entdeckt und seit dem Ende des Zweiten Weltkrieges in großem Umfang gefördert wurden. Țicleni wurde zu einem Industrieort. Dies brachte einen wirtschaftlichen Aufschwung, aber auch große Umweltprobleme mit sich. Zu Beginn der Erdölförderung wurden alle Abwässer und Rückstände ungereinigt in den Jiu und seine Nebenflüsse geleitet.
1968 erhielt Țicleni den Status einer Stadt. Die wichtigsten Erwerbszweige sind neben der Förderung von Erdöl und Erdgas die Holz- und Lebensmittelverarbeitung sowie die Landwirtschaft (u. a. Obst- und Weinbau).

## Bevölkerung
1930 lebten auf dem Gebiet der heutigen Stadt etwa 2600 Bewohner, darunter etwa 50 Roma; die übrigen waren Rumänen. Bei der Volkszählung 2002 wurden in Țicleni 5205 Einwohner gezählt, darunter 5185 Rumänen und 17 Roma. 2011 waren von den 4414 registrierten Menschen 4267 Rumänen, 53 Roma und andere Ethnien.

## Sehenswürdigkeiten
- Heilbad Băile Țicleni
- geto-dakische Festung
- alter Eichenwald